# Walk the Moon
Walk the Moon (стилизованное написание — «WALK THE MOON») — американская рок-группа из города Цинциннати, штат Огайо. Жанр группы включает в себя элементы поп- и инди-рока с элементами новой волны. Лидер коллектива, Николас Петрикка, собрал группу в 2008 году, будучи студентом колледжа Кеньон. В 2010 году, сменив несколько участников, группа приобрела музыкантов, играющих по сей день: Кевин Рэй, Шон Вогаман, Элай Мэйман. Название группы взято из песни «Walking on the Moon» со второго студийного альбома Reggatta de Blanc группы The Police. Самостоятельно выпустив дебютную пластинку I Want! I Want! в ноябре 2010 года, группа попала в ротацию нескольких альтернативных радиостанций с синглом «Anna Sun». В феврале 2011 года Walk the Moon подписали контракт с лейблом RCA Records и в июне 2012 года выпустили свой первый альбом на крупном лейбле, получивший название Walk the Moon. Альбом содержал бо́льшую часть перезаписанных композиций из I Want! I Want!, а также несколько новых песен. В декабре 2014 года вышел второй студийный альбом на RCA Records под названием Talking is Hard. В альбом входит самая успешная на текущий момент песня группы «Shut Up and Dance», добравшаяся до четвёртой строчки в чарте Billboard Hot 100 и возглавлявшая чарты Billboard Alternative Songs и Billboard Rock Songs.

## История

### «Anna Sun»
В ноябре 2010 года Walk the Moon самостоятельно выпустили альбом I Want! I Want! в родном городе Цинциннати, штат Огайо. Пластинка содержала первый известный трек группы «Anna Sun». В 2011 году журнал «Esquire» включил эту песню  в статью «30 песен этого лета, которые должен услышать каждый». По словам авторов, Николаса Петрикки и Ника Лерангиса, эта композиция посвящена их профессору из колледжа Кеньон.

### 2012—2013:Walk the Moon
Одноимённый дебютный альбом группы на крупном лейбле вышел 19 июня 2012 года. Песня «Quesadilla» вошла в официальный саундтрек игры FIFA 13, а «Tightrope» играла в рекламе ноутбука HP Envy 4.

### 2014—настоящее время:Talking Is Hard
9 сентября 2014 года Walk the Moon выпустили сингл «Shut Up and Dance» в преддверии нового альбома. 17 ноября вышел второй сингл «Different Colors». Альбом Talking is Hard был выпущен 2 декабря и в первую неделю занял 26 строчку в Billboard 200.

## Участники
| Текущий состав - Николас Петрикка: вокал, клавишные (с 2008) (род. 16 февраля 1987) - Шон Вогаман: барабаны, вокал (с 2010) (род. 18 сентября 1987) - Элай Мэйман: гитара, вокал (2010, с 2011) (род. 7 февраля 1986) | Бывшие участники - Адам Рейфснайдер: бас-гитара, вокал (2008–2009) - Сэм Коул: гитара, вокал (2008) - Рики Хьюман: барабаны (2008) - Ник Лерангис: гитара, вокал (2009) - Крис Робинсон: гитара, вокал (2010–2011) - Кевин Рэй: бас-гитара, вокал (с 2010) (род. 6 декабря 1986) |

## Дискография

### Студийные альбомы
| I Want! I Want!                                   | - Выпущен: 16 ноября 2010 (US) - Лейбл: самиздат - Формат: CD                              | —  | — | —  | —  | —  |
| Walk the Moon                                     | - Выпущен: 15 июня 2012 (US) - Лейбл: RCA Records - Формат: CD, LP, цифровая дистрибуция   | 36 | 8 | 15 | —  | —  |
| Talking is Hard                                   | - Выпущен: 2 декабря 2014 (US) - Лейбл: RCA Records - Формат: CD, LP, цифровая дистрибуция | 14 | 3 | 5  | 85 | 53 |
| "—" означает, что альбом не входил в данный чарт. |                                                                                            |    |   |    |    |    |

### Синглы
| "Anna Sun"                                        | 2012 | — | — | — | — | —  | — | —  | —  | —  | 82 | | Walk the Moon   |
| "Tightrope"                                       | 2012 | — | — | — | — | —  | — | —  | —  | —  | —  | | Walk the Moon   |
| "Shut Up and Dance"                               | 2014 | 4 | 3 | 7 | 4 | 10 | 2 | 11 | 12 | 21 | 4  | - RIAA: 3× платиновый - ARIA: 3× платиновый - BPI: золотой - GLF: золотой - MC: 3× платиновый - RMNZ: платиновый | Talking is Hard |
| "Different Colors"                                | 2015 | — | — | — | — | —  | — | —  | —  | —  | —  | | Talking is Hard |
| "—" означает, что альбом не входил в данный чарт. |      |   |   |   |   |    |   |    |    |    |    | |                 |

## Награды и номинации
| Год  | Организация            | Номинированная работа | Награда                  | Результат | Ссылка |
| ---- | ---------------------- | --------------------- | ------------------------ | --------- | ------ |
| 2015 | Teen Choice Awards     | "Shut Up and Dance"   | Choice Music: Party Song | Номинация | ссылка |
| 2015 | MTV Video Music Awards | "Shut Up and Dance"   | Лучшее рок-видео         | Номинация | ссылка |